# جمال عمراني
جمال عمراني (ولد 29 أغسطس 1935 في سور الغزلان وتوفي 2 مارس 2005 في الجزائر العاصمة) كاتب وروائي جزائري.

## الحياة المبكّرة والتعليم
جمال (أو جمال) تلقى جمال عمراني تعليمه الأوليّ والثانوي في مدرسة بئر مراد رايس الجماعية، وشارك في التاسع عشر من أيّار/مايو 1956 في إضراب الطلاب الجزائريين. اعتُقل في عام 1957 وتعرّض للتعذيب في السجن من قِبل جيش الاحتلال الفرنسي. أطلق سراحه من السجن عام 1958 فسافر َ إلى فرنسا وهناك استقرّ. نشر بحلول عام 1960 كتابه الأول باللّغة الفرنسيّة بعنوان الشاهد (بالفرنسية: Le Témoin)‏ عن دار نشر مينوي (بالفرنسية: Éditions de Minuit)‏، كما التقى في نفس العام ببابلو نيرودا وأنشأ صحيفة الشعب (بالفرنسية: Chaâb)‏. أصبحَ في العام 1966 منتجًا لبرنامج مغاربي في ORTF، وبدأ مسيرته الإذاعية إلى جانب ليلى بوطالب في الإذاعة الجزائرية. حصل في عام 2004 على وسام بابلو نيرودا.